# Panaorus adspersus
Panaorus adspersus är en insektsart som först beskrevs av Étienne Mulsant och Claudius Rey 1852.  Panaorus adspersus ingår i släktet Panaorus, och familjen fröskinnbaggar. Arten är reproducerande i Sverige.